# Olympische Winterspiele 2006/Ski Alpin
Bei den XX. Olympischen Winterspielen 2006 fanden zehn Wettbewerbe im Alpinen Skisport statt.
Sieben der zehn Wettkämpfe wurden in Sestriere (100 Kilometer westlich von Turin) auf drei verschiedenen Pisten ausgetragen. Im Ortsteil Borgata (etwa zwei Kilometer von der Passhöhe entfernt) befand sich die Piste Kandahar Banchetta (Abfahrt, Super-G und Kombination der Männer); die Kapazität betrug 8.560 Zuschauer. Im Ortsteil Colle (unmittelbar an der Passhöhe gelegen) befanden sich die Pisten Sises (Riesenslalom Frauen und Männer) und Giovanni A. Agnelli (Slalom Frauen und Männer); die Kapazität betrug dort 8.000 Zuschauer.
Drei Rennen fanden in der Wintersportstation San Sicario auf dem Gebiet der Gemeinde Cesana Torinese statt (97 Kilometer westlich von Turin). Dort wurden auf der Piste Fraiteve die Abfahrt, der Super-G und die Kombination der Frauen ausgetragen. Die Zuschauerkapazität betrug 6.160.

## Bilanz

### Medaillenspiegel
| Platz | Land               | Gold | Silber | Bronze | Gesamt |
| ----- | ------------------ | ---- | ------ | ------ | ------ |
| 1     | Österreich         | 4    | 5      | 5      | 14     |
| 2     | Vereinigte Staaten | 2    | –      | –      | 2      |
| 3     | Kroatien           | 1    | 2      | –      | 3      |
| 4     | Schweden           | 1    | –      | 3      | 4      |
| 5     | Frankreich         | 1    | 1      | –      | 2      |
| 6     | Norwegen           | 1    | –      | –      | 1      |
| 7     | Schweiz            | –    | 1      | 2      | 3      |
| 8     | Finnland           | –    | 1      | –      | 1      |

### Medaillengewinner
| Konkurrenz   | Gold                | Silber             | Bronze             |
| ------------ | ------------------- | ------------------ | ------------------ |
| Abfahrt      | Antoine Dénériaz    | Michael Walchhofer | Bruno Kernen       |
| Super-G      | Kjetil André Aamodt | Hermann Maier      | Ambrosi Hoffmann   |
| Riesenslalom | Benjamin Raich      | Joël Chenal        | Hermann Maier      |
| Slalom       | Benjamin Raich      | Reinfried Herbst   | Rainer Schönfelder |
| Kombination  | Ted Ligety          | Ivica Kostelić     | Rainer Schönfelder |

| Konkurrenz   | Gold                 | Silber           | Bronze                |
| ------------ | -------------------- | ---------------- | --------------------- |
| Abfahrt      | Michaela Dorfmeister | Martina Schild   | Anja Pärson           |
| Super-G      | Michaela Dorfmeister | Janica Kostelić  | Alexandra Meissnitzer |
| Riesenslalom | Julia Mancuso        | Tanja Poutiainen | Anna Ottosson         |
| Slalom       | Anja Pärson          | Nicole Hosp      | Marlies Schild        |
| Kombination  | Janica Kostelić      | Marlies Schild   | Anja Pärson           |

## Ergebnisse Männer

### Abfahrt
| Platz | Land | Sportler            | Zeit (min) |
| ----- | ---- | ------------------- | ---------- |
| 1     | FRA  | Antoine Dénériaz    | 1:48,80    |
| 2     | AUT  | Michael Walchhofer  | 1:49,52    |
| 3     | SUI  | Bruno Kernen        | 1:49,82    |
| 4     | NOR  | Kjetil André Aamodt | 1:49,88    |
| 5     | USA  | Bode Miller         | 1:49,93    |
| 6     | AUT  | Hermann Maier       | 1:50,00    |
| 7     | LIE  | Marco Büchel        | 1:50,01    |
| 8     | AUT  | Fritz Strobl        | 1:50,12    |
| 9     | ITA  | Patrick Staudacher  | 1:50,29    |
| 10    | USA  | Daron Rahlves       | 1:50,12    |
|       |      |                     |            |
| 12    | SUI  | Tobias Grünenfelder | 1:50,44    |
| 17    | SUI  | Ambrosi Hoffmann    | 1:50,72    |
| 22    | AUT  | Klaus Kröll         | 1:50,91    |
| 26    | SUI  | Didier Défago       | 1:51,51    |
| 35    | LIE  | Claudio Sprecher    | 1:53,34    |

Datum: 12. Februar 2006, 12:00 Uhr

Strecke: „Kandahar Banchetta“ in Sestriere - Borgata

Start: 2800 m, Ziel: 1886 m

Höhendifferenz: 914 m, Streckenlänge: 3299 m

Kurssetzer: Helmuth Schmalzl (FIS), 39 Tore
55 Teilnehmer, davon 53 in der Wertung. Ausgeschieden u. a.: Ondřej Bank (CZE).

### Super-G
| Platz | Land | Sportler            | Zeit (min) |
| ----- | ---- | ------------------- | ---------- |
| 1     | NOR  | Kjetil André Aamodt | 1:30,65    |
| 2     | AUT  | Hermann Maier       | 1:30,78    |
| 3     | SUI  | Ambrosi Hoffmann    | 1:30,98    |
| 4     | CAN  | Erik Guay           | 1:31,08    |
| 5     | NOR  | Aksel Lund Svindal  | 1:31,10    |
| 6     | LIE  | Marco Büchel        | 1:31,22    |
| 7     | USA  | Scott Macartney     | 1:31,23    |
| 8     | CAN  | François Bourque    | 1:31,27    |
| 9     | USA  | Daron Rahlves       | 1:31,37    |
| 10    | AUT  | Hannes Reichelt     | 1:31,39    |
|       |      |                     |            |
| 12    | SUI  | Didier Cuche        | 1:31,50    |
| 16    | SUI  | Didier Défago       | 1:31,90    |
| 18    | SUI  | Bruno Kernen        | 1:31,95    |
| 19    | AUT  | Christoph Gruber    | 1:32,00    |
| 20    | AUT  | Benjamin Raich      | 1:32,05    |

Datum: 18. Februar 2006, 14:45 Uhr.

Strecke: „Kandahar Banchetta“ in Sestriere - Borgata

Start: 2536 m, Ziel: 1886 m

Höhendifferenz: 650 m, Streckenlänge: 2325 m

Kurssetzer: Andreas Evers (AUT), 39 Tore
63 Teilnehmer, davon 56 in der Wertung. Ausgeschieden u. a.: Ondřej Bank (CZE), Bode Miller (USA).
Der Start erfolgte ursprünglich um 11:00 Uhr. Das Rennen wurde aber wegen starken Schneefalls und dichten Nebels nach 17 Fahrern abgebrochen und zunächst auf 13:30 Uhr, dann auf 14:45 Uhr verlegt.

### Riesenslalom
| Platz | Land | Sportler           | Zeit (min) |
| ----- | ---- | ------------------ | ---------- |
| 1     | AUT  | Benjamin Raich     | 2:35,00    |
| 2     | FRA  | Joël Chenal        | 2:35,07    |
| 3     | AUT  | Hermann Maier      | 2:35,16    |
| 4     | CAN  | François Bourque   | 2:35,92    |
| 5     | SWE  | Fredrik Nyberg     | 2:36,05    |
| 6     | NOR  | Aksel Lund Svindal | 2:36,06    |
| 6     | USA  | Bode Miller        | 2:36,06    |
| 8     | AUT  | Rainer Schönfelder | 2:36,64    |
| 9     | FIN  | Kalle Palander     | 2:36,82    |
| 10    | CAN  | Thomas Grandi      | 2:36,88    |
|       |      |                    |            |
| 14    | SUI  | Didier Défago      | 2:37,60    |
| 17    | SUI  | Marc Berthod       | 2:38,25    |
| 19    | SUI  | Didier Cuche       | 2:39,33    |

Datum: 20. Februar 2006
10:30 Uhr (1. Lauf), 13:45 Uhr (2. Lauf)

Strecke: „Sises“ in Sestriere - Colle

Start: 2480 m, Ziel: 2030 m

Höhendifferenz: 450 m

Kurssetzer 1. Lauf: Dusan Grasic (CAN), 52 Tore

Kurssetzer 2. Lauf: Michael Morin (USA), 54 Tore
82 Teilnehmer, davon 41 in der Wertung. Ausgeschieden u. a.: Daniel Albrecht (SUI), Marco Büchel (LIE), Gauthier de Tessières (FRA), Thomas Fanara (FRA), Kjetil Jansrud (NOR), Ted Ligety (USA), Manfred Mölgg (ITA), Felix Neureuther (GER), Daron Rahlves (USA), Davide Simoncelli (ITA).

### Slalom
| Platz | Land | Sportler           | Zeit (min) |
| ----- | ---- | ------------------ | ---------- |
| 1     | AUT  | Benjamin Raich     | 1:43,14    |
| 2     | AUT  | Reinfried Herbst   | 1:43,97    |
| 3     | AUT  | Rainer Schönfelder | 1:44,15    |
| 4     | JPN  | Kentarō Minagawa   | 1:44,18    |
| 4     | SWE  | André Myhrer       | 1:44,18    |
| 6     | CRO  | Ivica Kostelić     | 1:44,45    |
| 7     | JPN  | Naoki Yuasa        | 1:44,57    |
| 8     | SWE  | Johan Brolenius    | 1:44,81    |
| 9     | CAN  | Thomas Grandi      | 1:44,84    |
| 10    | SWE  | Martin Hansson     | 1:45,24    |
|       |      |                    |            |
| 14    | SUI  | Marc Berthod       | 1:46,00    |
| 15    | SUI  | Silvan Zurbriggen  | 1:46,10    |

Datum: 25. Februar 2006
15:00 Uhr (1. Lauf), 18:30 Uhr (2. Lauf)

Strecke: „Giovanni Alberto Agnelli“ in Sestriere - Colle

Start 2240 m, Ziel 2030 m

Höhendifferenz: 210 m

Kurssetzer 1. Lauf: Gert Ehn (AUT), 62 Tore

Kurssetzer 2. Lauf: Jovan Vincencij (CRO), 64 Tore
97 Teilnehmer, davon 47 in der Wertung. Ausgeschieden u. a.: Hans Petter Buraas (NOR), Jean-Baptiste Grange (FRA), Markus Larsson (SWE), Ted Ligety (USA), Mario Matt (AUT), Bode Miller (USA), Manfred Mölgg (ITA), Felix Neureuther (GER), Kalle Palander (FIN), Giorgio Rocca (ITA), Akira Sasaki (JPN), Aksel Lund Svindal (NOR), Patrick Thaler (ITA), Alois Vogl (GER). Nicht am Start: Jean-Pierre Vidal (FRA).

### Kombination
| Platz | Land | Sportler           | Zeit A (min)  | Zeit S (min)  | Gesamtzeit |
| ----- | ---- | ------------------ | ------------- | ------------- | ---------- |
| 1     | USA  | Ted Ligety         | 1:41,42 (22.) | 1:27,93 (1.)  | 3:09,35    |
| 2     | CRO  | Ivica Kostelić     | 1:40,44 (7.)  | 1:29,44 (4.)  | 3:09,88    |
| 3     | AUT  | Rainer Schönfelder | 1:40,02 (3.)  | 1:30,65 (11.) | 3:10,67    |
| 4     | SUI  | Daniel Albrecht    | 1:40,47 (8.)  | 1:30,26 (8.)  | 3:10,73    |
| 5     | ITA  | Giorgio Rocca      | 1:41,39 (21.) | 1:29,35 (3.)  | 3:10,74    |
| 6     | CZE  | Ondřej Bank        | 1:40,50 (9.)  | 1:30,50 (9.)  | 3:11,00    |
| 7     | SUI  | Marc Berthod       | 1:41,24 (18.) | 1:29,98 (7.)  | 3:11,22    |
| 8     | FRA  | Pierrick Bourgeat  | 1:41,35 (20.) | 1:29,94 (6.)  | 3:11,28    |
| 9     | ITA  | Peter Fill         | 1:39,22 (1.)  | 1:32,99 (19.) | 3:12,21    |
| 10    | NOR  | Kjetil Jansrud     | 1:41,55 (24.) | 1:30,77 (12.) | 3:12,32    |

Datum: 14. Februar 2006, 12:00 Uhr (Abfahrt), 17:00 Uhr / 19:30 Uhr (Slalom)
Abfahrtsstrecke: „Kandahar Banchetta“ in Sestriere - Borgata

Start: 2686 m, Ziel: 1886 m

Höhendifferenz: 800 m, Streckenlänge: 2965 m

Kurssetzer: Helmuth Schmalzl (FIS), 33 Tore
Slalomstrecke: „Giovanni Alberto Agnelli“ in Sestriere - Colle

Start: 2210 m, Ziel: 2030 m

Höhendifferenz: 180 m

Kurssetzer 1. Lauf: Martin Andersen (NOR), 56 Tore

Kurssetzer 2. Lauf: Sepp Brunner (SUI), 55 Tore
60 Teilnehmer, davon 35 in der Wertung. Ausgeschieden u. a.: Didier Défago (SUI), Lasse Kjus (NOR), Bode Miller (USA), Benjamin Raich (AUT), Aksel Lund Svindal (NOR), Michael Walchhofer (AUT), Silvan Zurbriggen (SUI). Nicht am Start: Kjetil André Aamodt (NOR).

## Ergebnisse Frauen

### Abfahrt
| Platz | Land | Sportlerin            | Zeit (min) |
| ----- | ---- | --------------------- | ---------- |
| 1     | AUT  | Michaela Dorfmeister  | 1:56,49    |
| 2     | SUI  | Martina Schild        | 1:56,86    |
| 3     | SWE  | Anja Pärson           | 1:57,13    |
| 4     | AUT  | Renate Götschl        | 1:57,20    |
| 5     | SUI  | Nadia Styger          | 1:57,62    |
| 6     | GER  | Petra Haltmayr        | 1:57,69    |
| 7     | USA  | Julia Mancuso         | 1:57,71    |
| 8     | AUT  | Alexandra Meissnitzer | 1:57,78    |
| 8     | USA  | Lindsey Kildow        | 1:57,78    |
| 10    | ITA  | Nadia Fanchini        | 1:57,84    |
|       |      |                       |            |
| 12    | SUI  | Fränzi Aufdenblatten  | 1:57,96    |
| 14    | SUI  | Sylviane Berthod      | 1:58,36    |

Datum: 15. Februar 2006, 12:00 Uhr

Strecke: „Fraiteve Olympique“ in Cesana - San Sicario

Start: 2538 m, Ziel: 1738 m

Höhendifferenz: 800 m, Streckenlänge: 3058 m

Kurssetzer: Jan Tischhauser (FIS), 43 Tore
44 Teilnehmerinnen, davon 40 in der Wertung. Ausgeschieden u. a.: Elisabeth Görgl (AUT), Tina Weirather (LIE). Nicht am Start: Janica Kostelić (CRO).

### Super-G
| Platz | Land | Sportlerin              | Zeit (min) |
| ----- | ---- | ----------------------- | ---------- |
| 1     | AUT  | Michaela Dorfmeister    | 1:32,47    |
| 2     | CRO  | Janica Kostelić         | 1:32,74    |
| 3     | AUT  | Alexandra Meissnitzer   | 1:33,06    |
| 4     | CAN  | Kelly VanderBeek        | 1:33,09    |
| 5     | FRA  | Carole Montillet-Carles | 1:33,31    |
| 6     | SUI  | Martina Schild          | 1:33,33    |
| 7     | USA  | Lindsey Kildow          | 1:33,42    |
| 8     | ITA  | Lucia Recchia           | 1:33,48    |
| 9     | GER  | Petra Haltmayr          | 1:33,50    |
| 9     | CAN  | Emily Brydon            | 1:33,50    |
|       |      |                         |            |
| 13    | AUT  | Andrea Fischbacher      | 1:33,97    |
| 15    | SUI  | Sylviane Berthod        | 1:34,00    |
| 16    | GER  | Martina Ertl-Renz       | 1:34,03    |
| 17    | SUI  | Fränzi Aufdenblatten    | 1:34,10    |
| 26    | AUT  | Renate Götschl          | 1:34,83    |
| 33    | LIE  | Tina Weirather          | 1:35,34    |
| 35    | SUI  | Nadia Styger            | 1:35,57    |

Datum: 20. Februar, 14:45 Uhr

Strecke: „Fraiteve Olympique“ in Cesana - San Sicario

Start: 2286 m, Ziel: 1738 m

Höhendifferenz: 548 m, Streckenlänge: 2331 m

Kurssetzer: Jürgen Graller (AUT), 39 Tore
54 Teilnehmerinnen, davon 51 in der Wertung. Ausgeschieden u. a.: Elena Fanchini (ITA).
Der Wettkampf hätte ursprünglich am 19. Februar um 12:00 Uhr stattfinden sollen, wurde aber wegen schlechter Witterungsbedingungen um einen Tag verschoben, am 20. Februar dann noch einmal von 12:00 Uhr auf 14:45 Uhr.

### Riesenslalom
| Platz | Land | Sportlerin            | Zeit (min) |
| ----- | ---- | --------------------- | ---------- |
| 1     | USA  | Julia Mancuso         | 2:09,19    |
| 2     | FIN  | Tanja Poutiainen      | 2:09,86    |
| 3     | SWE  | Anna Ottosson         | 2:10,33    |
| 4     | AUT  | Nicole Hosp           | 2:10,66    |
| 5     | CAN  | Geneviève Simard      | 2:10,73    |
| 6     | SWE  | Anja Pärson           | 2:10,96    |
| 7     | AUT  | Kathrin Zettel        | 2:11,35    |
| 8     | ITA  | Nadia Fanchini        | 2:11,46    |
| 9     | SLO  | Ana Drev              | 2:11,67    |
| 10    | SWE  | Maria Pietilä Holmner | 2:11,69    |
|       |      |                       |            |
| 15    | GER  | Martina Ertl-Renz     | 2:12,54    |
| 16    | SUI  | Fränzi Aufdenblatten  | 2:12,62    |
| 17    | AUT  | Marlies Schild        | 2:13,27    |
| 24    | SUI  | Nadia Styger          | 2:14,45    |

Datum: 24. Februar 2006
09:30 Uhr (1. Lauf), 13:00 Uhr (2. Lauf)

Strecke: „Sises“ in Sestriere - Colle

Start: 2370 m, Ziel: 2030 m

Höhendifferenz: 340 m

Kurssetzer 1. Lauf: Janez Slivnik (SLO), 42 Tore

Kurssetzer 2. Lauf: Ante Kostelić (CRO), 45 Tore
65 Teilnehmerinnen, davon 43 in der Wertung. Ausgeschieden u. a.: Denise Karbon (ITA), Michaela Kirchgasser (AUT), Manuela Mölgg (ITA), Sarah Schleper (USA), Šárka Záhrobská (CZE). Nicht am Start: Lindsey Kildow (USA), Janica Kostelić (CRO).
Bei schlechten Witterungsbedingungen (heftiger Schneefall und dichter Nebel) konnte die nach dem ersten Durchgang führende US-Amerikanerin Julia Mancuso die Konkurrenz hinter sich lassen und die erste Medaille für die US-Damen bei diesen Spielen holen. Sie setzte sich gegen die nach dem ersten Durchgang auf Platz drei liegende Finnin Tanja Poutiainen und die Schwedin Anna Ottosson durch, die sich im zweiten Lauf von Rang 13 auf den Bronze-Platz verbesserte. Weltmeisterin Anja Pärson fiel im zweiten Lauf vom zweiten auf den sechsten Platz zurück. Eine Enttäuschung erlebte auch die Geheimfavoritin María José Rienda aus Spanien, die mit einem Rückstand von 2,94 s nur auf Rang 13 kam.

### Slalom
| Platz | Land | Sportlerin           | Zeit (min) |
| ----- | ---- | -------------------- | ---------- |
| 1     | SWE  | Anja Pärson          | 1:29,04    |
| 2     | AUT  | Nicole Hosp          | 1:29,33    |
| 3     | AUT  | Marlies Schild       | 1:29,79    |
| 4     | CRO  | Janica Kostelić      | 1:29,94    |
| 5     | AUT  | Michaela Kirchgasser | 1:30,28    |
| 6     | FIN  | Tanja Poutiainen     | 1:30,79    |
| 7     | GER  | Annemarie Gerg       | 1:30,89    |
| 8     | ITA  | Chiara Costazza      | 1:31,08    |
| 8     | SWE  | Therese Borssén      | 1:31,08    |
| 10    | USA  | Sarah Schleper       | 1:31,38    |
|       |      |                      |            |
| 17    | GER  | Monika Bergmann      | 1:31,84    |
| 18    | LIE  | Jessica Walter       | 1:35,10    |

Datum: 22. Februar 2006
14:45 Uhr (1. Lauf), 17:45 Uhr (2. Lauf) 

Strecke: „Giovanni Alberto Agnelli“ in Sestriere - Colle

Start: 2210 m, Ziel: 2030 m

Höhendifferenz: 180 m

Kurssetzer 1. Lauf: Philippe Martin (FRA), 51 Tore

Kurssetzer 2. Lauf: Bernd Brunner (AUT), 51 Tore
64 Teilnehmerinnen, davon 51 in der Wertung. Ausgeschieden u. a.: Martina Ertl-Renz (GER), Kristina Koznick (USA), Daniela Merighetti (ITA), Laure Pequegnot (FRA), Kathrin Zettel (AUT).
Anja Pärson führte bereits nach dem ersten Durchgang und realisierte souverän ihren ersten Olympiasieg. Nicole Hosp sicherte sich die Silbermedaille durch Rang 2 im ersten und Bestzeit im zweiten Lauf. Marlies Schild, die nach dem ersten Durchgang noch auf dem 6. Platz gelegen hatte, gewann nach Silber in der Kombination ihre zweite Olympiamedaille 2006. Die Mitfavoritin und Titelverteidigerin Janica Kostelić, die den Slalom auch bei den Weltmeisterschaften 2003 und 2005 gewonnen hatte, lag nach dem 1. Lauf auf Rang 5, konnte sich nicht wesentlich steigern (Viertbeste Zeit im 2. Durchgang) und verfehlte als Vierte eine Medaille. Michaela Kirchgasser komplettierte als Fünfte das gute Ergebnis der Läuferinnen aus Österreich. Annemarie Gerg belegte den 7. Platz. Monika Bergmann belegte Rang 16. Es waren, erstmals bei einem Olympiaslalom, keine Schweizerinnen am Start.

### Kombination
| Platz | Land | Sportlerin              | Zeit A (min)  | Zeit S (min)  | Gesamtzeit |
| ----- | ---- | ----------------------- | ------------- | ------------- | ---------- |
| 1     | CRO  | Janica Kostelić         | 1:29,40 (1.)  | 1:21,68 (2.)  | 2:51,08    |
| 2     | AUT  | Marlies Schild          | 1:30,36 (7.)  | 1:21,22 (1.)  | 2:51,58    |
| 3     | SWE  | Anja Pärson             | 1:29,57 (2.)  | 1:22,06 (4.)  | 2:51,63    |
| 4     | AUT  | Kathrin Zettel          | 1:30,66 (8.)  | 1:21,75 (3.)  | 2:52,41    |
| 5     | AUT  | Nicole Hosp             | 1:31,14 (13.) | 1:22,07 (5.)  | 2:53,21    |
| 6     | AUT  | Michaela Kirchgasser    | 1:31,02 (11.) | 1:22,46 (6.)  | 2:53,48    |
| 7     | GER  | Martina Ertl-Renz       | 1:31,08 (12.) | 1:23,20 (7.)  | 2:54,28    |
| 8     | SWE  | Jessica Lindell-Vikarby | 1:30,19 (6.)  | 1:25,00 (15.) | 2:55,19    |
| 9     | USA  | Julia Mancuso           | 1:30,84 (9.)  | 1:24,60 (11.) | 2:55,44    |
| 10    | CAN  | Brigitte Acton          | 1:30,98 (10.) | 1:24,77 (13.) | 2:55,75    |
|       |      |                         |               |               |            |
| 16    | GER  | Monika Bergmann         | 1:32,54 (23.) | 1:24,26 (10.) | 2:56,80    |

Datum: 18. Februar 2006, 15:30 Uhr (Abfahrt)
17. Februar 17:00 Uhr / 19:30 Uhr (Slalom)
Abfahrtsstrecke: „Fraiteve Olympique“ in Cesana - San Sicario

Start: 2286 m, Ziel: 1738 m

Höhendifferenz: 548 m, Streckenlänge: 2331 m

Kurssetzer: Jan Tischhauser, 33 Tore
Slalomstrecke: „Giovanni Alberto Agnelli“ in Sestriere - Colle.

Start: 2170 m, Ziel: 2030 m

Höhendifferenz: 140 m

Kurssetzer 1. Lauf: Mathias Berthold (GER), 49 Tore

Kurssetzer 2. Lauf: Petr Záhrobský (CZE), 49 Tore

45 Teilnehmerinnen, davon 30 in der Wertung. Ausgeschieden u. a.: Daniela Merighetti (ITA), Lindsey Kildow (USA). Nicht am Start: Fränzi Aufdenblatten (SUI).
Der Abfahrtslauf hätte ursprünglich am 17. Februar um 12:00 Uhr stattfinden sollen, wurde aber wegen schlechter Witterungsbedingungen um einen Tag verschoben, am 18. Februar dann noch von 12:00 Uhr auf 15:30 Uhr.